# Línea 115 (Rosario)
Línea 115 es una línea de transporte urbano de pasajeros de la ciudad de Rosario, Argentina. El servicio está actualmente operado por la empresa estatal MOVI. Originariamente el servicio de línea 115 fue prestado bajo la denominación de línea B por Transportes Automotores Sarmiento SRL, Empresa de Transporte de Línea 209 SRL, UTE Empresa La Florida SRL /Automotores Rolando, Empresa de Transportes Automotores Rosario SA (ETAR SA) (cambiando en 1986 su denominación a línea 115), desde 2007 por la Empresa Mixta de Transporte de Rosario Sociedad Anónima -EMTRSA- hasta fines de 2018 que pasa a ser operada por empresa El Cacique hasta 2022 que es transferida a la firma estatal debido a la baja rentabilidad del corredor ocasionado por la pandemia.

## Recorridos

### 115
Servicio diurno y nocturno.
|  |  | KBHFa |

|  |  | BHF |

|  |  | BHF |

|  |  | BHF |

|  |  | BHF |

|  |  | BHF |

|  |  | BHF |

|  |  | KRZu |

|  |  | BHF |

|  |  | BHF |

|  |  | BHF |

|  |  | STR+lBUEq |

|  |  | STR+lBUEq |

|  |  | BHF |

|  |  | BHF |

|  |  | BHF |

|  |  | BHF |

|  | BUS2 | DST |  |

|  |  | BHF |

|  |  | BHF |

|  |  | BHF |

|  |  | BHF |

|  |  | BHF |

|  |  | BHF |

|  |  | BHF |

|  |  | BHF |

|  |  | BHF |

|  | BUS2 | DST |  |

|  | BUS2 | BHF |  |

|  |  | BHF |

|  |  | BHF |

|  |  | BHF |

|  |  | KBHFe |

### Cartel 115 (Siberia-Terminal de Ómnibus- Wilde y Eva Perón)
IDA: Desde Bv. Wilde y Av. Eva Perón, por Bv. Wilde, rotonda de Av. Eva Perón, Bv. Wilde (Sur-Norte), Azcuénaga, Sarratea, Juan José Paso, Tarragona, Ayala Gauna, Colombres, Juan José Paso, Donado, Chassaing, Colombres, Av. Eva Perón - Córdoba, Balcarce, San Luis, Alem, Montevideo, Colón, Cerrito, Berutti hasta Riobamba.
VUELTA: Desde Berutti y Riobamba, por Riobamba, Necochea, E. Zeballos, Maipú, Santa Fe, Córdoba-Eva Perón, Donado, Schweitzer, Colombres, Ayala Gauna, Tarragona, Juan José Paso, Sarratea, Azcuénaga, Bv. Wilde (Norte-Sur), rotonda de Av. Eva Perón, Av. Eva Perón, Gonzáles del Solar, Albarracín, Bv. Wilde hasta Av. Eva Perón.

### Cartel 115A (Siberia-Terminal de Ómnibus-Aeropuerto)
IDA: Egreso desde el predio del Aeropuerto, por Real (rotonda), Av. Jorge Newbery, Bv. Wilde, Schweitzer, Tarragona, Ayala Gauna, J. Colombres, Juan Jose Paso, Donado, Chassaing, Colombres, Av. Eva Perón - Córdoba, Balcarce, San Luis, Alem, Montevideo, Colón, Cerrito, Berutti hasta Riobamba.
VUELTA: Desde Berutti y Riobamba, por Riobamba, Necochea, E. Zeballos, Maipú, Santa Fe - Eva Perón, Donado, Schweitzer, J. Colombres, Ayala Gauna, Tarragona, Schweitzer, Bv. Wilde, Av. Jorge Newbery, rotonda, Real, ingreso al predio del Aeropuerto.